# Seznam představitelů Olomouce

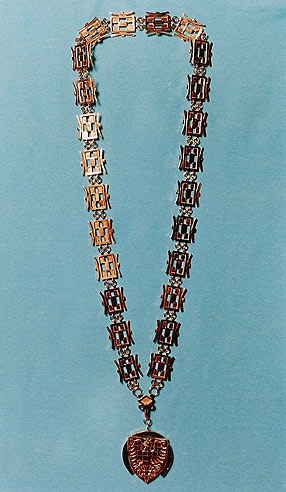
Insignie primátora Olomouce

Seznam představitelů Olomouce je chronologický seznam osob stojících v čele města Olomouce: starostů (1851–1945; včetně vládních komisařů), předsedů národního výboru (1945–1990) a primátorů (od 1990).

## Seznam
| Č. | Jméno                               | Od                 | Do                 | Funkce                    | Strana | Strana |
| -- | ----------------------------------- | ------------------ | ------------------ | ------------------------- | ------ | ------ |
| 1  | Franz Kreiml (1808–1865)            | 15. července 1851  | 22. března 1865    | starosta                  |        |        |
| 2  | Franz Hein (1801–1882)              | 23. května 1865    | 4. června 1866     | starosta                  |        |        |
| 3  | Karl Schrötter (1827–1872)          | 10. června 1866    | 7. listopadu 1872  | starosta                  |        |        |
| 4  | Josef Engel (1830–1900)             | 16. listopadu 1872 | říjen 1896         | starosta                  |        | DVP    |
| 5  | Karl Brandhuber (1846–1934)         | 2. listopadu 1896  | 11. listopadu 1918 | starosta                  |        | DFP    |
| 6  | Richard Fischer (1872–1954)         | 16. listopadu 1918 | 3. července 1919   | vládní komisař            |        | ČStD   |
| 7  | Karel Mareš (1872–1952)             | 3. července 1919   | 4. října 1923      | starosta                  |        | ČSDSD  |
| 8  | Richard Fischer (1872–1954)         | 4. října 1923      | 15. března 1939    | starosta                  |        | ČsND   |
| 9  | Fritz Czermak (1894–1966)           | 3. července 1939   | 1941               | vládní komisař            |        | NSDAP  |
| 10 | Julius Schreitter (1897–1966)       | březen 1942        | květen 1945        | vládní komisař            |        | NSDAP  |
| 11 | Václav Stibor-Kladenský (1892–1968) | 10. května 1945    | duben 1947         | předseda národního výboru |        | KSČ    |
| 12 | Jan Kučera (1893–1970)              | říjen 1947         | 31. ledna 1949     | předseda národního výboru |        | KSČ    |
| 13 | Antonín Skýva                       | 1. února 1949      | 11. června 1949    | předseda národního výboru |        | KSČ    |
| 14 | Ladislav Bernatský (1904–1982)      | 26. června 1949    | srpen 1950         | předseda národního výboru |        | KSČ    |
| 15 | Antonín Eliáš (1908–1956)           | 8. září 1950       | 26. prosince 1956  | předseda národního výboru |        | KSČ    |
| 16 | Josef Drmola (1905–1971)            | květen 1957        | červen 1960        | předseda národního výboru |        | KSČ    |
| 17 | František Řeháček (1910–1977)       | 23. června 1960    | 1970               | předseda národního výboru |        | KSČ    |
| 18 | Jan Tencian (* 1927)                | 30. září 1970      | 1986               | předseda národního výboru |        | KSČ    |
| 19 | Josef Votoček (1937-2022)           | červen 1986        | listopad 1989      | předseda národního výboru |        | KSČ    |
| 20 | Břetislav Baran (* 1928)            | 13. prosince 1989  | listopad 1990      | předseda národního výboru |        | ČSL    |
| 21 | Milan Hořínek (1937–2014)           | listopad 1990      | listopad 1994      | primátor                  |        | OF     |
| 22 | Ivan Kosatík (* 1957)               | 5. prosince 1994   | 26. listopadu 1998 | primátor                  |        | ODS    |
| 23 | Martin Tesařík (* 1954)             | 26. listopadu 1998 | 30. října 2006     | primátor                  |        | ČSSD   |
| 24 | Martin Novotný (* 1972)             | 30. října 2006     | 1. března 2014     | primátor                  |        | ODS    |
| 25 | Martin Major (* 1979)               | 1. března 2014     | 10. listopadu 2014 | primátor                  |        | ODS    |
| 26 | Antonín Staněk (* 1966)             | 10. listopadu 2014 | 5. listopadu 2018  | primátor                  |        | ČSSD   |
| 27 | Miroslav Žbánek (* 1973)            | 5. listopadu 2018  | úřadující          | primátor                  |        | ANO    |